# Kambar
Kambar (ur. około 1180, zm. 1250) – tamilski poeta żyjący na przełomie XII i XIII wieku.

## Życiorys
Na temat jego życia wiadomo stosunkowo niewiele. Pochodził ze społeczności Uvachchar, zajmującej się zawodowo grą na bębnach. Wydaje się, że urodził się w Tiruvalluntur nieopodal Mayavaram, natomiast zmarł w Nattarasankottai. Związany z dworem królewskim Ćolów, najprawdopodobniej za czasów Kulottungi III. Jasnym jest jego biegłość w sztuce poetyckiej, jak również znajomość tak tamilskiej jak i sanskryckiej tradycji literackiej.
Największym osiągnięciem twórczym Kambara pozostaje Irāmāvatāram. Oparty na Ramajanie epos stanowi mieszankę różnorodnych wpływów literackich – od wcześniejszej klasycznej poezji tamilskiej przez inne tamilskie utwory epickie i tamilskie motywy ludowe aż po typowe sanskryckie środki poetyckie. W Irāmāvatāram Rama nie jest jedynie prawym królem i doskonałym człowiekiem. Przedstawiony jest jako inkarnacja Wisznu i jako taki stanowi obiekt głębokiej czci, przewyższającej tą oddawaną bogom wedyjskim. Jednocześnie nacisk położony jest na dharmę, nie na Wisznu, cały tekst jest także silnie przetworzony, tak by odzwierciedlał lokalną, tamilską wrażliwość religijną.
Irāmāvatāram to utwór bardzo obszerny oraz odznaczający się znacznym wyrafinowaniem technicznym. Składa się z 12 tysięcy czterowierszy o dużym zróżnicowaniu stylistycznym. Umiejętnie przeplata elementy humorystyczne, narracyjne czy dramatyczne z tymi o wydźwięku lirycznym. Kambarowi przypisuje się dodatkowo autorstwo poświęconemu rolnictwu tekstu Er Ezhupatu.
Wpływ Kambara dostrzeżono również poza obszarem tamilskojęzycznym. Odcisnął on swe piętno na niektórych opartych na Ramajanie utworach w języku hindi. W Kerali w niektórych świątyniach poświęconych Śiwie odgrywa się przy pomocy marionetek sztuki poświęcone poecie.